# Elvange

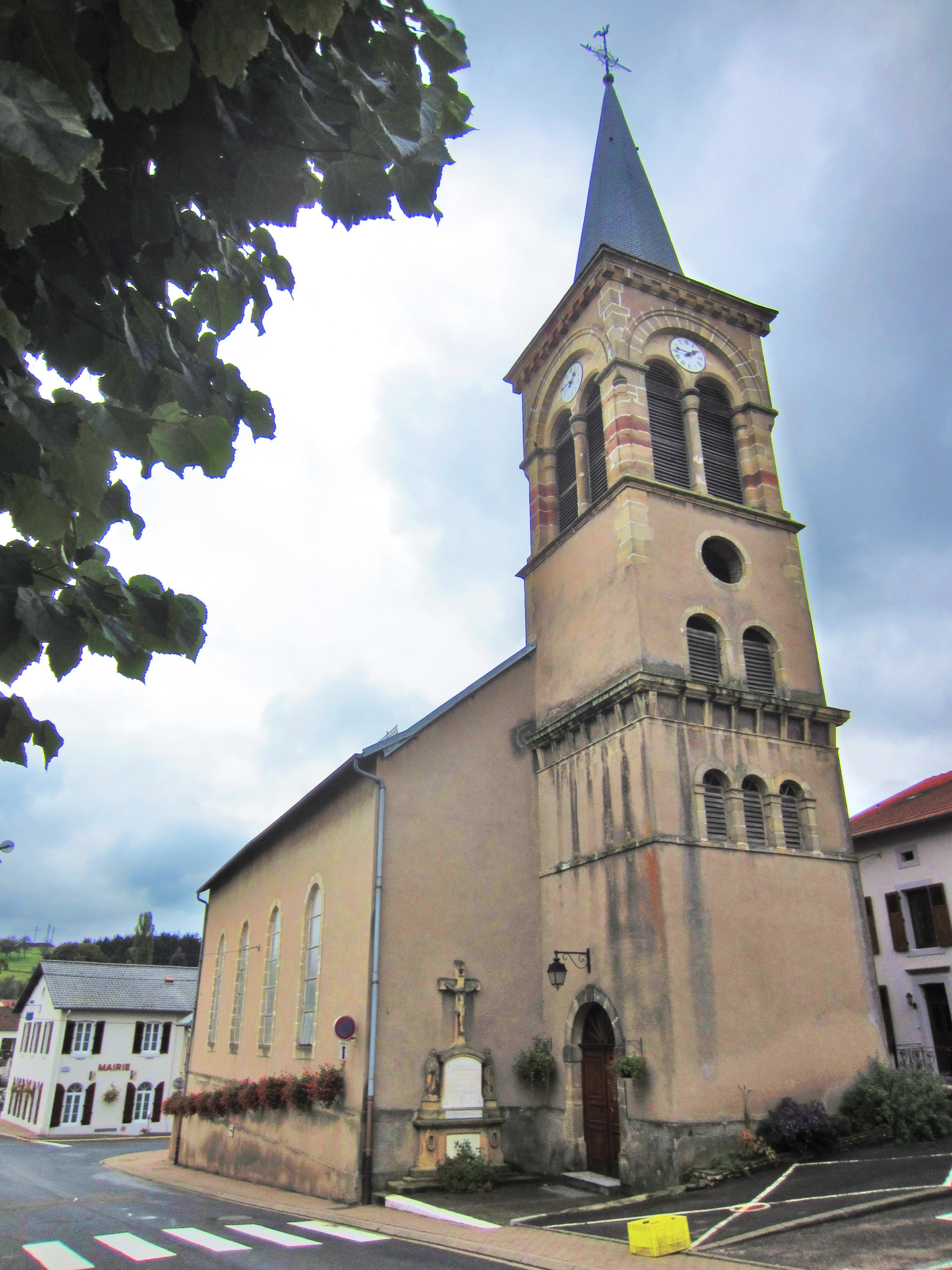
Kirche St. Katharina

Elvange (deutsch Elwingen, lothringisch Ilwingen) ist eine französische Gemeinde mit 419 Einwohnern (Stand 1. Januar 2022) im Département Moselle in der Region Grand Est (bis 2015 Lothringen). Sie gehört zum Arrondissement Forbach-Boulay-Moselle und zum Kanton Faulquemont.

## Geographie
Die Gemeinde Elvange liegt in Lothringen beidseitig der Deutschen Nied, etwa 31  Kilometer ostsüdöstlich von Metz, 18 Kilometer südlich von Boulay-Moselle (Bolchen), zwölf Kilometer südwestlich von Saint-Avold  (Sankt Avold) und vier Kilometer nordwestlich von Faulquemont  (Falkenberg)  auf einer Höhe zwischen 227 und 305 Meter über dem Meeresspiegel. Das Gemeindegebiet umfasst 7,26 km².

## Geschichte
Ältere Ortsbezeichnungen sind Ilbinga (1121), Helsinga (1210), Ylwinga (1307), Elvinga (1335), Elvingen (1477), Ellevange (1577), Elwingen, Elbingen (1594), Alvange (1681) und Ilvange (1689).  Die Ortschaft gehörte früher zum Herzogtum Lothringen im Heiligen Römischen Reich und wurde 1766 zusammen mit diesem Herzogtum von Frankreich annektiert. 
Durch den Frankfurter Frieden vom 10. Mai 1871 kam das Gebiet an das deutsche Reichsland Elsaß-Lothringen, und das Dorf wurde dem Kreis Bolchen im Bezirk Lothringen zugeordnet. Die Dorfbewohner betrieben Getreide- und Tabakbau sowie Viehzucht; am Ort gab es drei Mühlen, zwei Ziegeleien und eine Seidenweberei.
Nach dem Ersten Weltkrieg musste die Region aufgrund der Bestimmungen des Versailler Vertrags 1919 an Frankreich abgetreten werden. Im Zweiten Weltkrieg war die Region von der deutschen Wehrmacht besetzt.

### Demographie
Im Jahr 1871 hatte die Landgemeinde 510 meist römisch-katholische Einwohner, die in 113 Häusern und 122 Familien lebten und unter denen sich vier Juden befanden. 1910 wurden 319 Einwohner gezählt.
| Jahr      | 1962 | 1968 | 1975 | 1982 | 1990 | 1999 | 2007 | 2019 |
| Einwohner | 324  | 284  | 254  | 310  | 337  | 371  | 374  | 418  |

## Sehenswürdigkeiten
- Kirche St. Katharina
- zwei Kapellen

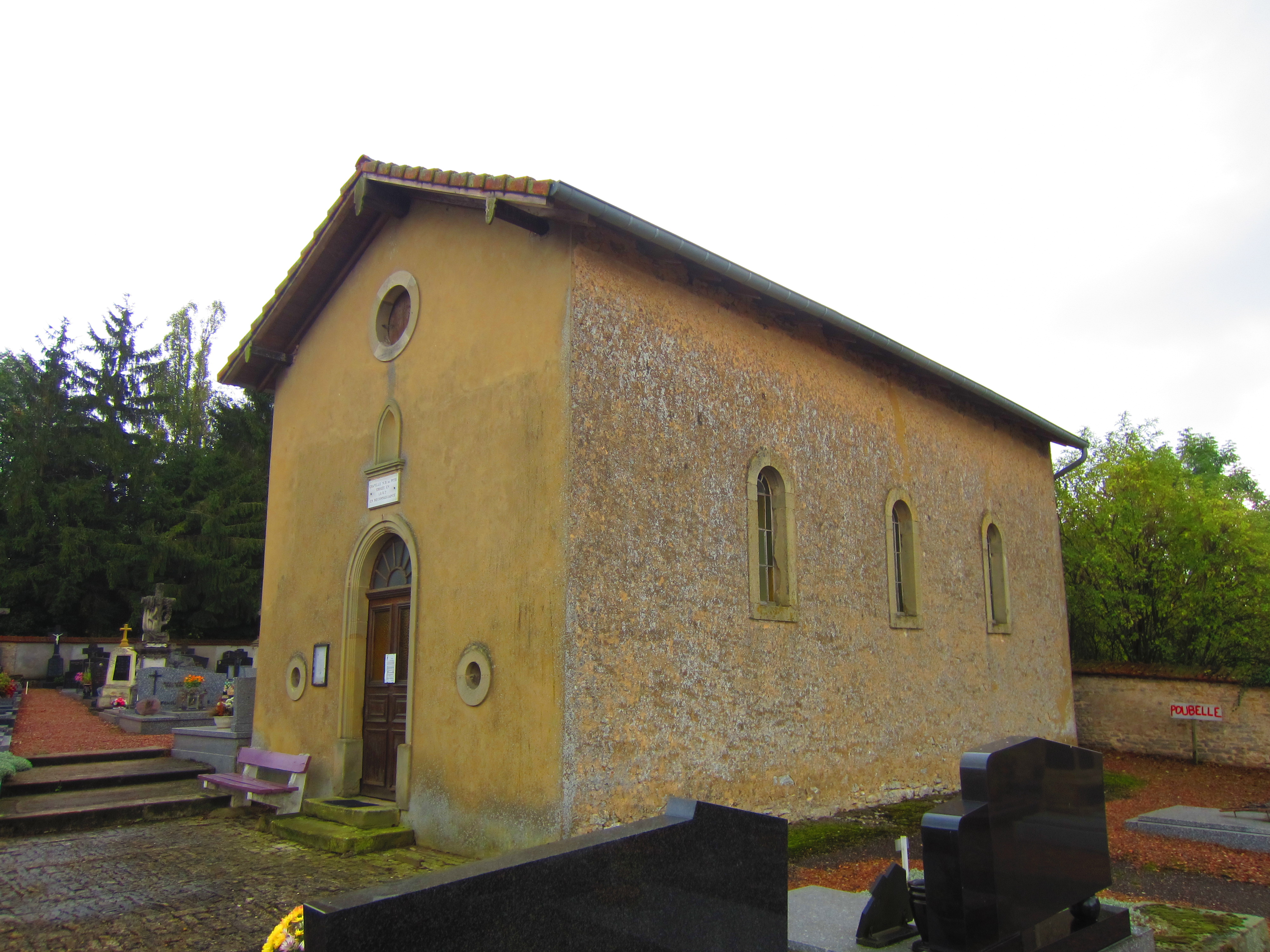
Kapelle Notre-Dame-de-Pitié
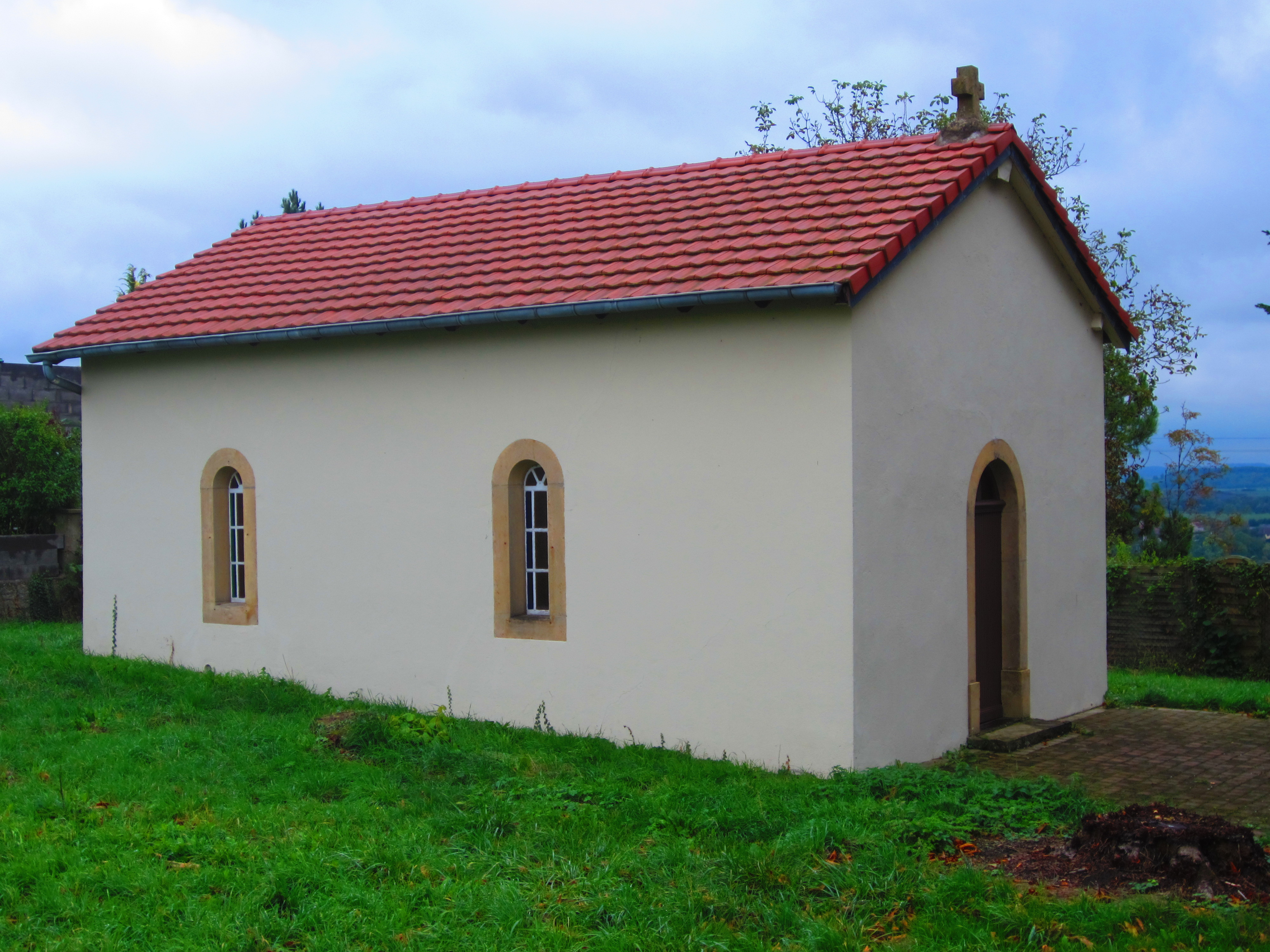
Kapelle Notre-Dame de Plinthre

## Persönlichkeiten
- Dominik de Mory (1738–1794), lothringischer Archäologe und Numismatiker, in Paris hingerichtet, wohnte hier[2][1]